# Liste der Bodendenkmäler in Traunstein
Auf dieser Seite sind die Bodendenkmäler in der oberbayerischen Großen Kreisstadt Traunstein zusammengestellt. Diese Tabelle ist eine Teilliste der Liste der Bodendenkmäler in Bayern. Grundlage ist die Bayerische Denkmalliste, die auf Basis des Bayerischen Denkmalschutzgesetzes vom 1. Oktober 1973 erstmals erstellt wurde und seither durch das Bayerische Landesamt für Denkmalpflege geführt wird. Die folgenden Angaben ersetzen nicht die rechtsverbindliche Auskunft der Denkmalschutzbehörde.

## Bodendenkmäler der Gemeinde

### Bodendenkmäler in der Gemarkung Au
| Lage                               | Objekt | Akten-Nr.     | Bild           |
| ---------------------------------- | --- | ------------- | -------------- |
| Au Karl-Theodor-Platz 1 (Standort) | Untertägige frühneuzeitliche Befunde im Bereich der ehemalige Saline Au in Traunstein mit zugehöriger Katholischen Salinenkapelle St. Rupert und Maximilian. Siehe auch: Saline (Traunstein) | D-1-8141-0179 | weitere Bilder |

### Bodendenkmäler in der Gemarkung Haslach
| Lage                               | Objekt | Akten-Nr.     | Bild           |
| ---------------------------------- | --- | ------------- | -------------- |
| Haslach (Standort)                 | Grabhügel mit Bestattungen der Hallstattzeit. Siehe auch: Hallstattzeit | D-1-8141-0055 |                |
| Haslach Rupertistraße 1 (Standort) | Untertägige mittelalterliche und frühneuzeitliche Befunde im Bereich der Katholischen Pfarrkirche St. Mariä Verkündigung in Haslach und ihrer Vorgängerbauten sowie der Katholischen Friedhofskapelle St. Michael und Ottilia. Siehe auch: Mariä Verkündigung (Haslach) | D-1-8141-0187 | weitere Bilder |

### Bodendenkmäler in der Gemarkung Hochberg
| Lage                | Objekt | Akten-Nr.     | Bild |
| ------------------- | --- | ------------- | ---- |
| Hochberg (Standort) | Burgstall des hohen und späten Mittelalters (Lenzinsberg) mit abgegangenem Wirtschaftshof (Hof Burgstall). Siehe auch: Burgstall Lenzisburg | D-1-8141-0057 |      |
| Hochberg (Standort) | Burgstall des hohen Mittelalters. Siehe auch: Burgstall Hochberg                                                                            | D-1-8141-0077 |      |

### Bodendenkmäler in der Gemarkung Kammer
| Lage                                | Objekt | Akten-Nr.     | Bild           |
| ----------------------------------- | --- | ------------- | -------------- |
| Kammer (Standort)                   | Brandgräber der späten Bronzezeit und der Urnenfelderzeit. Siehe auch: Brandgrab, Bronzezeit, Urnenfelderzeit                                               | D-1-8041-0041 |                |
| Kammer (Standort)                   | Grabhügel mit Bestattungen der Hallstattzeit. Siehe auch: Hügelgrab, Hallstattzeit                                                                          | D-1-8041-0093 |                |
| Kammer Hopfengartenweg 1 (Standort) | Untertägige mittelalterliche und frühneuzeitliche Befunde im Bereich der Katholischen Pfarrkirche St. Johannes Baptist in Kammer und ihrer Vorgängerbauten. | D-1-8041-0095 | weitere Bilder |
| Kammer (Standort)                   | Grabhügel vorgeschichtlicher Zeitstellung. | D-1-8041-0097 |                |
| Kammer (Standort)                   | Verebneter Grabhügel vorgeschichtlicher Zeitstellung. | D-1-8041-0098 |                |
| Kammer (Standort)                   | Verebneter Grabhügel vorgeschichtlicher Zeitstellung. | D-1-8041-0099 |                |
| Kammer (Standort)                   | Verebneter Grabhügel vorgeschichtlicher Zeitstellung. | D-1-8041-0100 |                |
| Kammer (Standort)                   | Verebneter Grabhügel vorgeschichtlicher Zeitstellung. | D-1-8041-0101 |                |
| Kammer (Standort)                   | Verebnete Grabhügel vorgeschichtlicher Zeitstellung. | D-1-8041-0124 |                |
| Kammer (Standort)                   | Grabhügel vorgeschichtlicher Zeitstellung. | D-1-8042-0053 |                |

### Bodendenkmäler in der Gemarkung Traunstein
| Lage                                  | Objekt | Akten-Nr.     | Bild           |
| ------------------------------------- | --- | ------------- | -------------- |
| Traunstein (Standort)                 | Abschnittsbefestigung ottonischer Zeitstellung und Burgstall des hohen Mittelalters. Siehe auch: Burgstall Traunstein | D-1-8141-0064 |                |
| Traunstein (Standort)                 | Grabhügel mit Bestattungen der Hallstattzeit. | D-1-8141-0066 |                |
| Traunstein Ludwigstraße 12 (Standort) | Untertägige frühneuzeitliche Befunde im Bereich des ehemaligen Kapuzinerklosters in Traunstein. Siehe auch: Kapuzinerkloster Traunstein | D-1-8141-0125 |                |
| Traunstein (Standort)                 | Abgegangene herzogliche Stadtburg des späten Mittelalters und der frühen Neuzeit mit hochmittelalterlichen Vorgängerbauten (Burg Traunstein). Siehe auch: Neuzeit, Burg Traunstein                                                                                         | D-1-8141-0127 |                |
| Traunstein (Standort)                 | Untertägige mittelalterliche und frühneuzeitliche Siedlungsteile des historischen Stadtkerns von Traunstein. | D-1-8141-0176 |                |
| Traunstein Stadtplatz 1 (Standort)    | Untertägige mittelalterliche und frühneuzeitliche Befunde im Bereich der Katholischen Stadtpfarrkirche St. Oswald in Traunstein und ihrer Vorgängerbauten mit aufgelassenen Friedhof und abgegangener Kapelle St. Georg und Katharina. Siehe auch: St. Oswald (Traunstein) | D-1-8141-0177 | weitere Bilder |
| Traunstein (Standort)                 | Abgegangenes Spital mit Spitalkirche der frühen Neuzeit (Hl. Geist). | D-1-8141-0178 |                |
| Traunstein Ludwigstraße 19 (Standort) | Untertägige frühneuzeitliche Befunde im Bereich der ehemalige Katholischen Friedhofskirche St. Georg und Katharina in Traunstein mit aufgelassenem Stadtfriedhof. | D-1-8141-0180 | weitere Bilder |
| Traunstein (Standort)                 | Untertägige spätmittelalterliche und frühneuzeitliche Befunde im Bereich der ehemalige Stadtbefestigung von Traunstein. | D-1-8141-0181 |                |
| Traunstein (Standort)                 | Untertägige spätmittelalterliche und frühneuzeitliche Befunde im Bereich der vorstädtischen Siedlungserweiterung Vorberg in Traunstein. | D-1-8141-0182 |                |

### Bodendenkmäler in der Gemarkung Wolkersdorf
| Lage                   | Objekt                                                                                         | Akten-Nr.     | Bild |
| ---------------------- | ---------------------------------------------------------------------------------------------- | ------------- | ---- |
| Wolkersdorf (Standort) | Körpergräber des frühen Mittelalters sowie Siedlung vor- und frühgeschichtlicher Zeitstellung. | D-1-8141-0081 |      |
| Wolkersdorf (Standort) | Verebneter Grabhügel vorgeschichtlicher Zeitstellung.                                          | D-1-8141-0138 |      |
| Wolkersdorf (Standort) | Verebnete Grabhügel vorgeschichtlicher Zeitstellung.                                           | D-1-8141-0201 |      |
| Wolkersdorf (Standort) | Verebnete Grabhügel vorgeschichtlicher Zeitstellung.                                           | D-1-8141-0202 |      |